# Jorge Nobre de Sousa
Jorge Manuel Nobre de Sousa (1963) é um Almirante da Marinha Portuguesa. Desde 27 de dezembro de 2024, ocupa o cargo de Chefe do Estado-Maior da Armada e Autoridade Marítima Nacional. 
Ingressou na Escola Naval em 1981 e foi promovido a Guarda-marinha em 1987. Ao longo da sua carreira, desempenhou diversos cargos de comando e liderança, incluindo Comandante da fragata Álvares Cabral e funções operacionais e de planeamento na NATO e em várias operações internacionais. Foi também Comandante do Corpo de Fuzileiros Navais Portugueses e Subchefe do Estado-Maior do Comando de Operações Conjuntas.
Ao longo de sua carreira, o Almirante foi agraciado com a Ordem Militar de Avis (grau de Comendador a 1 de outubro de 2008), Cruz Naval, Medalha Militar de Comportamento Exemplar, dentre outras condecorações nacionais, da NATO e da UOE.